# Сэдлер, Лора
Ло́ра Рут Сэ́длер (англ. Laura Ruth Sadler; 25 декабря 1980 года, Эскот, Беркшир, Англия, Великобритания — 19 июня 2003 года, Лондон, Англия, Великобритания) — английская актриса. Лауреат Награды Джина Кармента кинофестиваля «Angers European First Film Festival» (1997) за роль Джойс Бисли в фильме «Интимные отношения».

## Биография
Лора Рут Сэдлер родилась 25 декабря 1980 года в Эскоте (Беркшир, Англия, Великобритания).
Актёрский талант Сэдлер был замечен Дастином Хоффманом. В кино начала сниматься с 1989 года, будучи ребёнком.
В 1997 году сыграла Джойс Бизли в фильме «Интимные отношения». За эту роль получила Награду Джина Кармента на кинофестивале «Angers European First Film Festival».
На телевидении прославилась с ролью Джуди Джеффрис из телесериала «Грейндж-Хилл», в котором она снималась на протяжении 1997—1999 годов. По совпадению актриса также погибла в ранней молодости, как и её героиня.
В ночь на 15 июня 2003 года Сэдлер выпала с балкона высотой в 12 метров в квартире своего жениха, актёра Джорджа Калила. Она получила тяжёлую черепно-мозговую травму.
18 июня семья актрисы решила отключить девушку от аппаратов поддерживающих жизнедеятельность организма, так как её состояние было безнадёжным.
Джордж Калил был задержан полицией для допроса, прежде, чем был отпущен под залог. 26 июня полиция официально объявила, что смерть актрисы — несчастный случай.
После смерти актрисы её героиня Сэнди Харпер из телесериала «Холби-Сити» продолжала фигурировать в проекте. После, чтобы исключить героиню из сериала, мать актрисы додумала сюжетную линию героини своей дочери и по сюжету Сэнди выиграла в лотерею и переехала жить в Австралию.

## Фильмография
| Год       |    | Русское название   | Оригинальное название       | Роль           |
| --------- | -- | ------------------ | --------------------------- | -------------- |
| 1989      | с  | Инспектор Морс     | Inspector Morse             | Сабина         |
| 1989      | тф | Магические моменты | Magic Moments               | девочка        |
| 1993      | мс | Проект «Сахара»    | Das Sahara-Projekt          | Лора           |
| 1996      | ф  | Интимные отношения | Intimate Relations          | Джойс Бизли    |
| 1998      | тф | Возвращение домой  | Coming Home                 | эпизод         |
| 1997—1999 | с  | Грейндж-Хилл       | Grange Hill                 | Джуди Джеффрис |
| 1999      | с  | В такие дни        | Days Like These             | девушка        |
| 1999      | с  | Тайны Рут Ренделл  | Ruth Rendell Mysteries, The | Бренда         |
| 1999      | с  | Колокольня ведьм   | Belfry Witches              | Скайрти Марм   |
| 1999      | тф | Якорь мне          | Anchor Me                   | Кэсси Картер   |
| 2000—2003 | с  | Холби-Сити         | Holby City                  | Сэнди Харпер   |